# بلوط قرمز ابریشمی
بلوط قرمز ابریشمی (نام علمی: Carnarvonia araliifolia) نام یک گونه از راسته چنارسانان است.